# Signs of Life (композиция Pink Floyd)
«Signs of Life» (с англ. — «Признаки жизни») — инструментальная композиция группы Pink Floyd — первый по счёту трек, записанный на альбоме 1987 года A Momentary Lapse of Reason.
«Signs of Life» стала первой инструментальной композицией Pink Floyd с 1973 года (когда была записана композиция «Any Colour You Like» на альбоме The Dark Side of the Moon), если не считать композицию «The Last Few Bricks», исполнявшуюся только на концертных шоу The Wall, и то, что отдельные части в «Shine On You Crazy Diamond» из альбома 1975 года Wish You Were Here — инструментальные.
 Авторы музыки «Signs of Life» — Дэвид Гилмор и Боб Эзрин.

## О композиции
Музыка «Signs of Life» была сочинена Гилмором в 1978 году, и долгое время существовала в виде демонстрационной записи, которая не использовалась ни в сольных работах Гилмора, ни в альбомах Pink Floyd. Только лишь спустя восемь лет во время студийных сессий конца 1986 — начала 1987 годов на основе старой демозаписи Дэвид Гилмор и Боб Эзрин записали инструментальный трек, открывающий A Momentary Lapse of Reason. В начало композиции, представляющей собой дуэт мелодий синтезатора и электрогитары, были добавлены несколько фраз, которые произносит Ник Мейсон голосом, обработанным электронными звуковыми эффектами.
Название композиции «Signs of Life» было одним из вариантов названия альбома, для которого композиция была записана, но Pink Floyd предпочли A Momentary Lapse of Reason, опасаясь, что название «Признаки жизни» было бы хорошей мишенью для сарказма как Роджера Уотерса, так и для музыкальных критиков, скептически относившихся к альбому группы без Уотерса.
«Signs of Life» исполнялась на концертах мирового турне 1987—1989 годов. Композиция не попала на концертный сборник Delicate Sound of Thunder — включена только в видеоверсию концерта Delicate Sound of Thunder. Для «Signs of Life», начинающейся со звуков плеска воды и скрипа вёсел, был записан соответствующий видеоряд, который демонстрировался на круглом экране во время концертов. Режиссёром видео был автор обложки альбома A Momentary Lapse of Reason — Сторм Торгесон. В роли главного героя — гребца на каноэ — снялся Лэнгли Идденс (Langley Iddens), исполнявший обязанности сторожа и лодочника на плавающей студии Дэвида Гилмора Astoria в конце 1980-х годов, съёмки видео проходили на реке Кэм в Кембриджшире.
Композиция «Signs of Life» была использована в звуковой дорожке к фильму 1992 года La Carrera Panamericana.

## Участники записи
- Дэвид Гилмор — гитара, синтезатор;
- Ник Мейсон — речитатив;
- Ричард Райт — клавишные;
- Тони Левин — бас-гитара;
- Джон Кэрин — синтезатор.